# Lancény Chérif
Pour les articles homonymes, voir Chérif.
Lancény Chérif est un agroéconomiste et homme politique guinéen.
Il est nommé conseiller par décret le 22 janvier 2022 au sein du Conseil national de la transition guinéen en tant que représentant des chambres consulaires,.